# Hunns kyrka
Hunns kyrka (norska: Hunn kirke) är en kyrkobyggnad i Gjøviks kommun i Innlandet fylke i Norge. Kyrkan ligger mellan Nordbyen och Hunndalen i staden Gjøvik.

## Kyrkobyggnaden
En tidigare kyrka med samma namn revs 1881 när Gjøviks kyrka uppfördes. Nuvarande Hunns kyrka uppfördes efter ritningar av arkitekt Helge Abrahamsen och invigdes 15 september 1968. Kyrkan är byggd av rött tegel och har en kubisk form. I kyrkorummet finns sittplatser för omkring 400 personer.

## Inventarier
- Orgeln med 16 stämmor är tillverkad 1968 av Norsk Orgel- og Harmoniumfabrikk.
- Altartavlan är tillverkad av Victor Sparre. Den kom på plats år 1973.
- Dopfunten av furu är byggd efter ritningar av kyrkans arkitekt.
- Kyrkklockorna är tillverkade av Olsen Nauen.